# 大山三喜雄

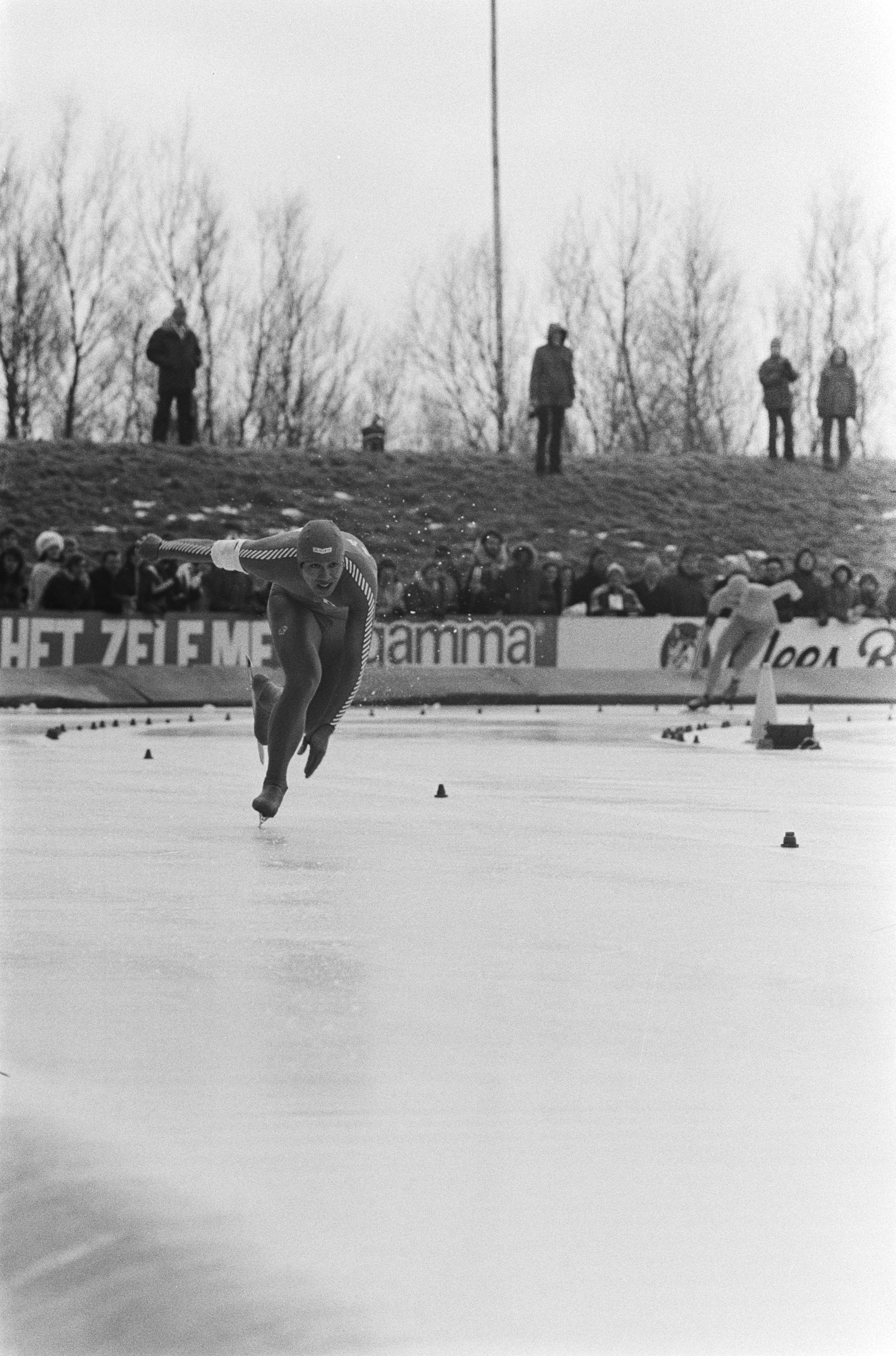
1979年

大山 三喜雄（おおやま みきお、1955年10月29日 - ）は、日本の元スピードスケート選手である。北海道帯広市出身。白樺学園高等学校を経て王子製紙所属時代にインスブルックオリンピックに日本代表として出場した。
1976年インスブルックオリンピックでは500m18位、1000m24位だった。
1977年と1978年の全日本スプリントスピードスケート選手権大会を連覇。
現役引退後は王子製紙スケート部でコーチ・監督を務め、ソルトレイクシティオリンピック代表チームのコーチも務めた。